# Ryan Malone
Ryan Malone (ur. 1 grudnia 1979 w Pittsburghu, Pensylwania) – amerykański hokeista, reprezentant USA, olimpijczyk.
Jego ojciec Greg (ur. 1956), brat Mark (ur. 1982) oraz kuzyn Brad (ur. 1989) także zostali hokeistami.

## Kariera klubowa
- Shattuck St. Mary's Midget Prep (1997-1998)
- Omaha Lancers (1998-1999)
- St. Cloud State University (1999-2003)
- Wilkes-Barre/Scranton Penguins (2003)
- Pittsburgh Penguins (2003-2004)
- Blues (2004)
- Ritten Sport (2004-2005)
- HC Ambrì-Piotta (2005)
- Pittsburgh Penguins (2005-2008)
- Tampa Bay Lightning (2008-2014)
- New York Rangers (2014-)

Karierę rozwijał w akademickiej lidze NCAA. W drafcie NHL z 1999 został wybrany przez Pittsburgh Penguins. W barwach tej drużyny rozpoczął grę w lidze NHL w 2003. Od 2008 do czerwca 2014 zawodnik Tampa Bay Lightning. Od września 2014 zawodnik New York Rangers.

## Kariera reprezentacyjna
Jest reprezentantem USA. Uczestniczył w turniejach mistrzostw świata w 2004, 2006 oraz zimowych igrzysk olimpijskich 2010.

## Sukcesy
Reprezentacyjne
- Brązowy medal mistrzostw świata: 2004
- Srebrny medal zimowych igrzysk olimpijskich: 2010

Klubowe
- Mistrzostwo dywizji NHL: 2008 z Pittsburgh Penguins
- Mistrzostwo konferencji NHL: 2008 z Pittsburgh Penguins
- Prince of Wales Trophy: 2008 z Pittsburgh Penguins

Indywidualne
- Sezon NHL (2003/2004):
  - YoungStars Game
  - NHL All-Rookie Team